# Salt Lake megye
Salt Lake megye az Amerikai Egyesült Államokban, azon belül Utah államban található. Megyeszékhelye és legnagyobb városa Salt Lake City. Lakosainak száma 1 185 238 fő (2020. április 1.). Salt Lake megye Tooele, Utah, Wasatch, Summit, Morgan és Davis megyékkel határos.

## Népesség
A megye népességének változása:
| Lakosok száma | 1 032 954 | 1 048 032 | 1 064 069 | 1 079 721 | 1 107 314 | 1 185 238 |
|               | 2010      | 2011      | 2012      | 2013      | 2015      | 2020      |